# Biskupi sosnowieccy
Biskupi sosnowieccy – biskupi diecezjalni i biskupi pomocniczy diecezji sosnowieckiej.

## Biskupi

### Biskupi diecezjalni
| Lata urzędowania | Biskup | Biskup          | Uwagi                                                    |
| ---------------- | ------ | --------------- | -------------------------------------------------------- |
| 1992–2008        |        | Adam Śmigielski |                                                          |
| 2009–2023        |        | Grzegorz Kaszak |                                                          |
|                  |        | Adrian Galbas   | administrator apostolski sede vacante w latach 2023–2024 |
| od 2024          |        | Artur Ważny     |                                                          |

### Biskupi pomocniczy
| Lata urzędowania | Biskup | Biskup           | Uwagi                                                        |
| ---------------- | ------ | ---------------- | ------------------------------------------------------------ |
| 1992–1998        |        | Tadeusz Pieronek | następnie rektor Papieskiej Akademii Teologicznej w Krakowie |
| 1992–2021        |        | Piotr Skucha     |                                                              |